# Drimia altissima
Drimia altissima là một loài thực vật có hoa trong họ Măng tây. Loài này được (L.f.) Ker Gawl. mô tả khoa học đầu tiên năm 1808.

## Hình ảnh

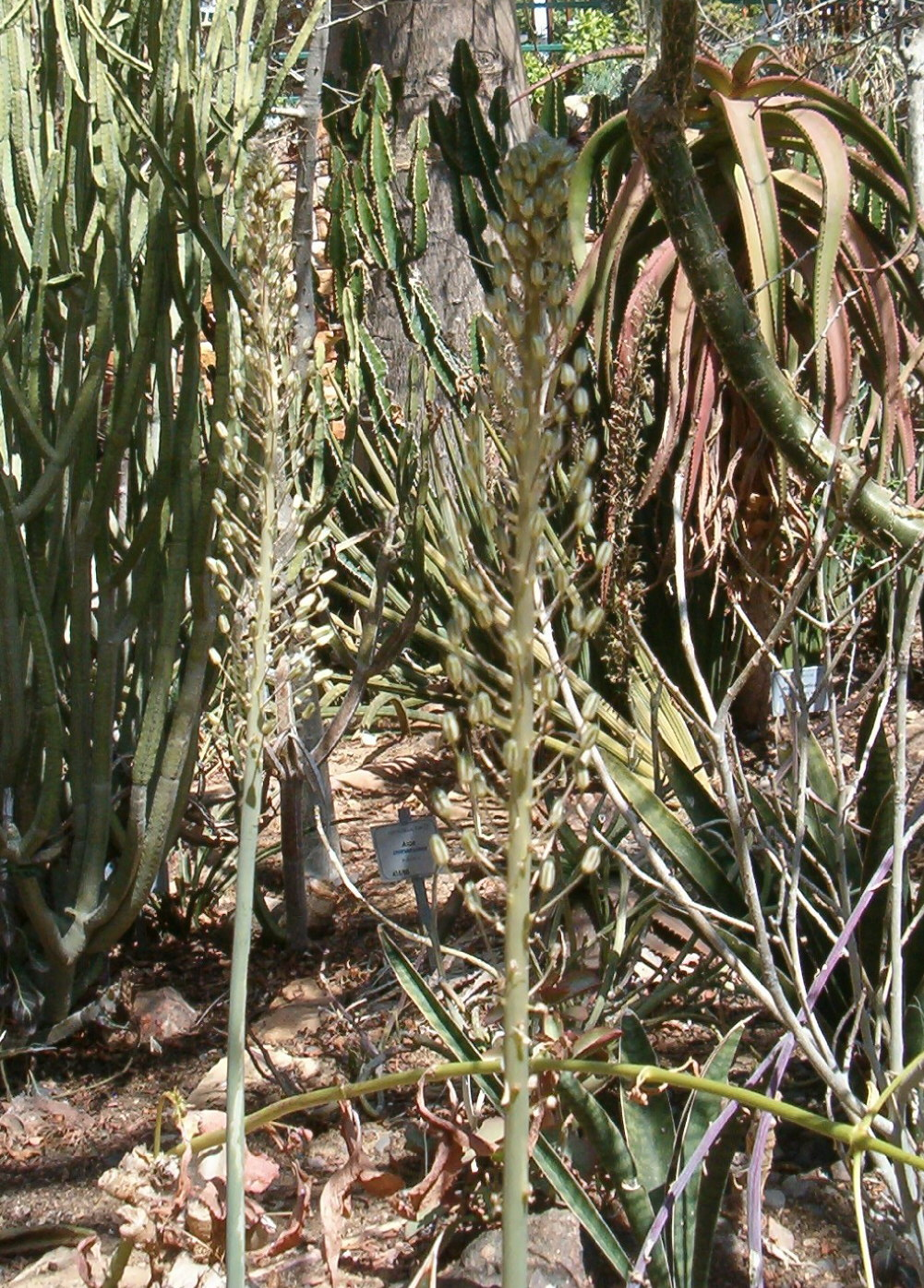
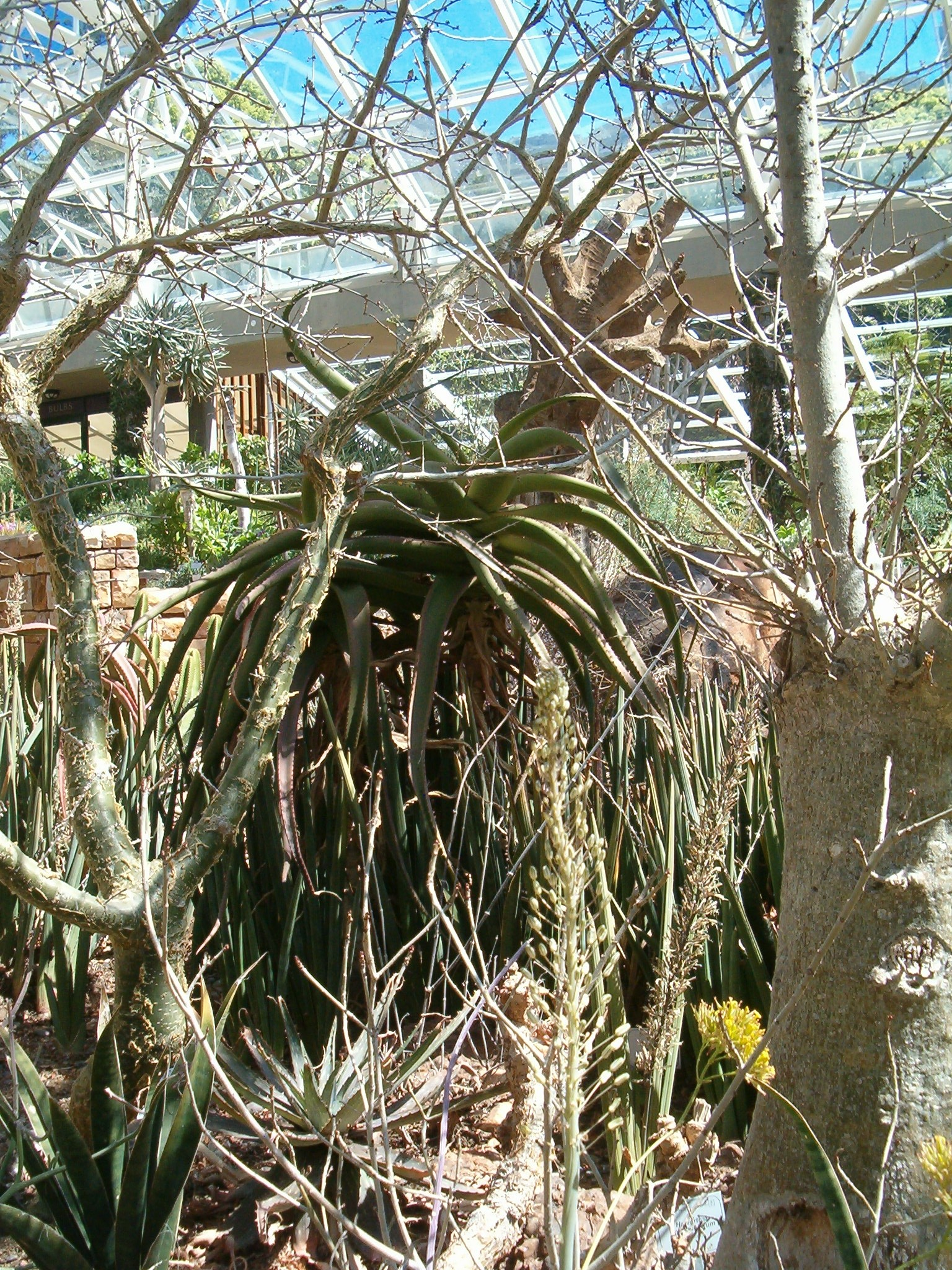
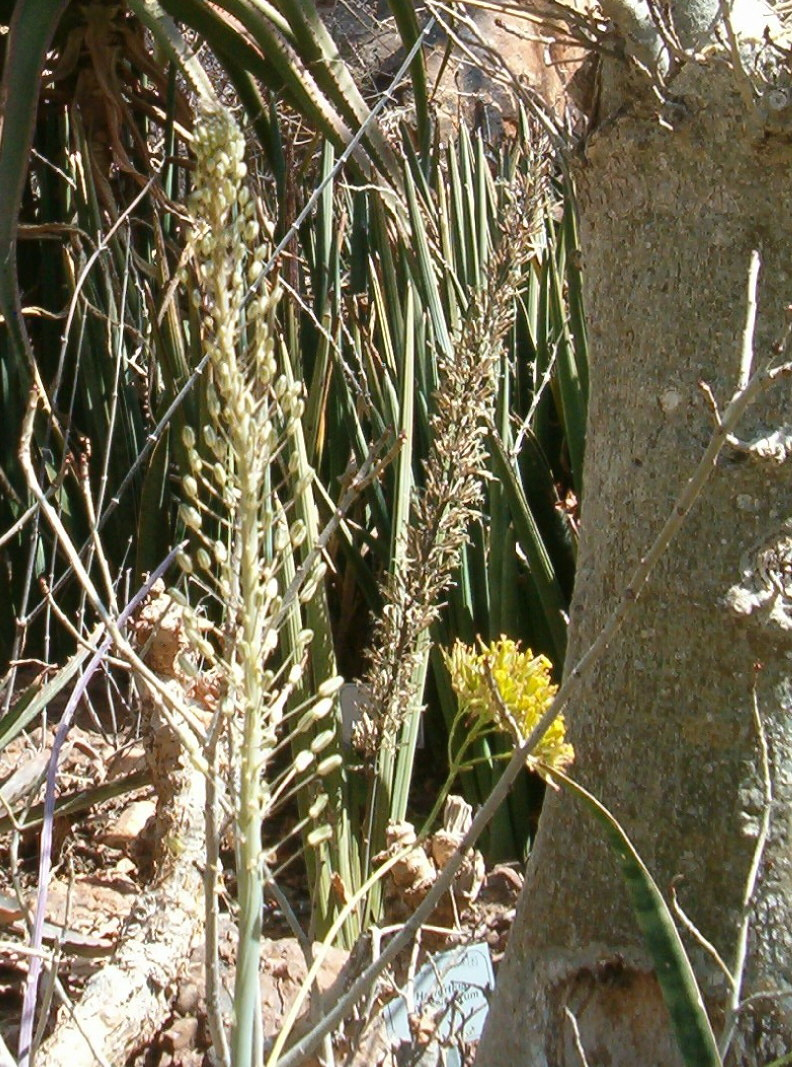
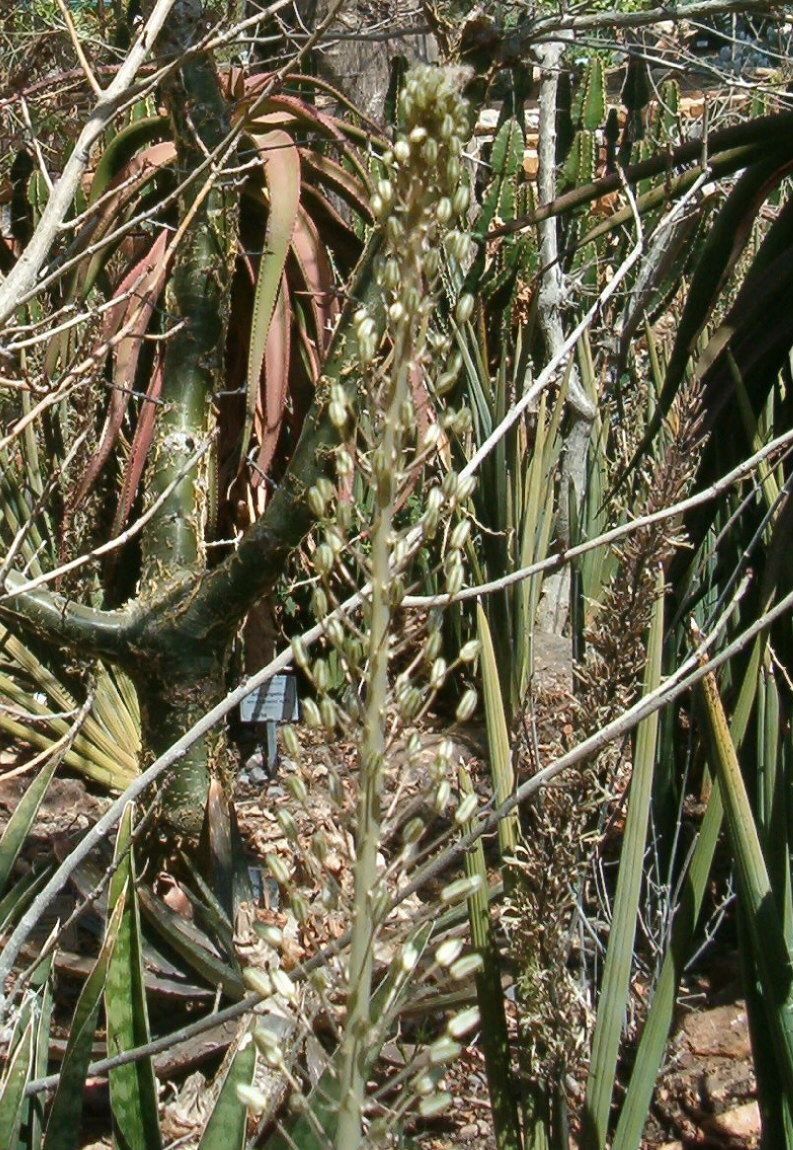